# Cerro de Nexca
El Cerro de Nexca es un cerro en México. Se encuentra dividido entre el municipio de Ixtaczoquitlán y el municipio de Naranjal en el estado de Veracruz, a 230 km al este de la Ciudad de México. El Cerro de Nexca se encuentra a una altitud de 1,328 metros sobre el nivel del mar, o 181 metros sobre el terreno circundante. Tiene aproximadamente 1.1 kilómetros de ancho en su base.
En las faldas del cerro se ubican las localidades de Cuesta del Mexicano y Naranjal; en el propio cerro se ubica la localidad de Nexca, de donde toma su nombre. Forma parte del Parque nacional Cañón del Río Blanco.